# Sphenomaia
Sphenomaia is een geslacht van kreeftachtigen uit de klasse van de Malacostraca (hogere kreeftachtigen).

## Soort
- Sphenomaia pyriformis (Edmondson, 1933)